# Kručov
Kručov – wieś (obec) na Słowacji położona w kraju preszowskim, w powiecie Stropkov. Pierwsze wzmianki o miejscowości pochodzą z roku 1390.

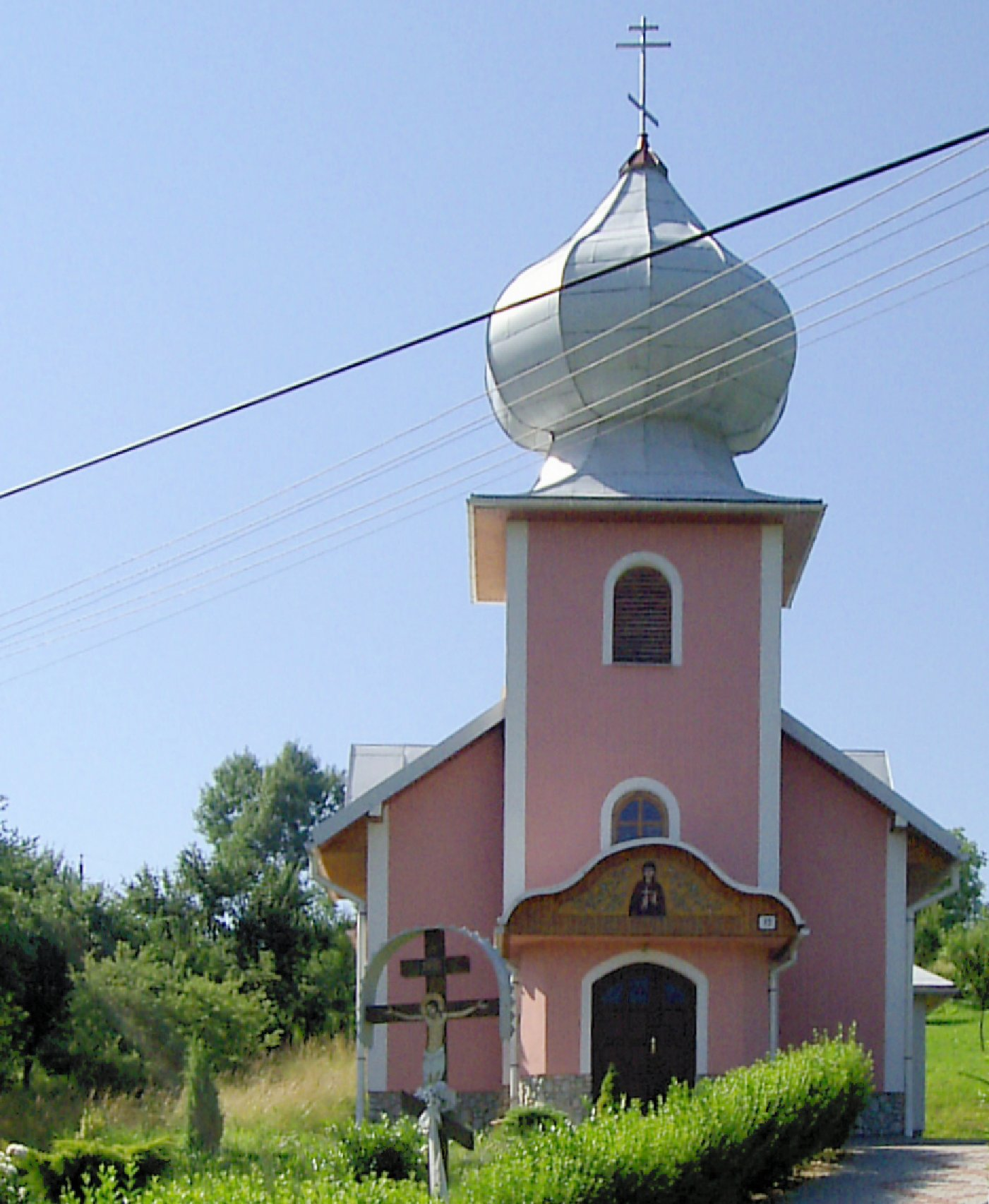
Cerkiew prawosławna św. Paraskiewy

Według danych z dnia 31 grudnia 2012, wieś zamieszkiwały 223 osoby, w tym 113 kobiet i 110 mężczyzn.
W 2001 roku rozkład populacji względem narodowości i przynależności etnicznej wyglądał następująco:
- Słowacy – 92,98%
- Czesi – 0,41%
- Rusini – 6,20%
- Ukraińcy – 0,41%

Ze względu na wyznawaną religię struktura mieszkańców kształtowała się w 2001 roku następująco:
- Katolicy rzymscy – 5,79%
- Grekokatolicy – 74,38%
- Prawosławni – 19,83%